# Coupe d'Irlande féminine de football 2018
Navigation
Édition précédente Édition suivante
La Coupe d'Irlande féminine de 2018 est la 30e édition de la Coupe d'Irlande féminine de football. Cette compétition est organisée par la Fédération d'Irlande de football. le Cork Women's Football Club, vainqueur de l'édition 2017 défend son titre.

## Organisation de la compétition
Quatre tours avec des matchs à élimination directe sont organisés pour déterminer le vainqueur de la compétition.
12 équipes participent à cette édition de la Coupe d'Irlande. Les participantes sont les huit équipes disputant le championnat d'Irlande et quatre équipes invitées. Ces équipes disputent des championnats régionaux.

## Premier tour
Le premier tour oppose les quatre équipes amateurs invitées et quatre équipes du championnat tirées au sort.
| Club recevant | Score | Club visiteur              |
| ------------- | ----- | -------------------------- |
| Lifford LFC   | 0-8   | Cork Women's Football Club |
| Wilton United | 0-1   | Kilkenny United WFC        |
| Limerick WFC  | 8-2   | Whitehall Rangers          |
| Manula LFC    | 0-8   | Cork City WFC              |

## Quarts de finale
| Club recevant              | Score | Club visiteur              |
| -------------------------- | ----- | -------------------------- |
| Galway WFC                 | 0-3   | Shelbourne LFC             |
| Peamount United            | 2-0   | Kilkenny United WFC        |
| Wexford Youths Women's AFC | 4-0   | Cork Women's Football Club |
| UCD Waves FC               | 6-0   | Limerick WFC               |

## Demi-finales
| Demi-finale 1         | Shelbourne LFC | 1-2     | Peamount United | Morton Stadium |  |
| 17 octobre 2018 19:30 | Malinda Allen 45e | (1-1)   | Áine O'Gorman 17e · Amber Barrett 76e |                |  |
| 17 octobre 2018 19:30 | Amanda McQuillan, Seana Cooke, Jessica Gleeson, Niamh Prior, Malinda Allen, Jamie Finn, Rachel Graham, Pearl Slattery, Isibeal Atkinson, Alannah McEvoy. | Équipes | Naoisha McAloon, Louise Corrigan, Lucy McCartan, Chloe Moloney, Lauryn O'Callaghan, Karen Duggan, Niamh Farrelly, Eleanor Ryan Doyle, Megan Smyth-Lynch, Amber Barrett, Áine O'Gorman. |                |  |

| Demi-finale 2         | Wexford Youths Women's AFC | 1-0     | UCD Waves FC | Ferrycarrig Park |  |
| 17 octobre 2018 19:45 | Katrina Parrock 85e | (0-0)   | |                  |  |
| 17 octobre 2018 19:45 | Sophie Lenehan, Orlaith Conlon, Lauren Dwyer, Doireann Fahey, Edel Kennedy, Nicola Sinnott, Rebekah Cassin, Aisling Frawley, Kylie Murphy, Aoife Slattery, Katrina Parrock. | Équipes | Erica Turner, Roisin McGovern, Keelin McEntee, Katie Burdis, Ally O'Keeffe, Caroline Healy, Sinead Gaynor, Chloe Mustaki, Leanne Payne, Rachel Doyle, Naima Chemaou. |                  |  |

## Finale
La finale oppose Wexford Youths Women's AFC, championne d'Irlande en titre à Peamount United
| Finale                | Wexford Youths Women's AFC | 1-0     | Peamount United | Aviva Stadium                                 |                                               |
| 4 novembre 2018 12:05 | Katrina Parrock 35e | (1-0)   | | Spectateurs : 2 000 Arbitrage : Vicki McEnery | Spectateurs : 2 000 Arbitrage : Vicki McEnery |
| 4 novembre 2018 12:05 | Sophie Lenehan ; Nicola Sinnott, Lauren Dwyer, Orlaith Conlon, Doireann Fahey ; Kylie Murphy, Edel Kennedy, Emma Hansberry ; Katrina Parrock (McKenna Davidson 80e), Aisling Frawley, Rianna Jarrett (Orla Casey 72e). | Équipes | Naoisha McAloon ; Lauryn O'Callaghan (Louise Masterson 90e), Louise Corrigan, Chloe Moloney, Lucy McCartan (Claire Walsh 56e) ; Niamh Farrelly, Eleanor Ryan-Doyle, Karen Duggan ; Áine O'Gorman, Megan Smyth-Lynch (Dearbhaile Beirne 64e), Amber Barrett. | Spectateurs : 2 000 Arbitrage : Vicki McEnery | Spectateurs : 2 000 Arbitrage : Vicki McEnery |

Wexford remporte la Coupe d'Irlande et s'offre ainsi le doublé coupe-championnat. Le but de la victoire est marqué par Katrina Parrock, une star du camogie puisqu'elle a déjà remporté quatre All-Ireland avec son équipe du Wexford GAA.